# Fatih-moskee (Eindhoven)
De Fatih-moskee is een moskee in de Nederlandse stad Eindhoven, aan de Willemstraat 67.
Deze moskee dient de Turkse islamitische gemeenschap, welke vanaf 1973 gebruik maakte van de voormalige gereformeerde Oosterkerk. De huidige moskee werd ingewijd in 1989 en was de eerste in Ottomaanse stijl gebouwde moskee in Noord-Europa. Het complex bezit een stiftminaret en een grote koepel, geflankeerd door een aantal kleinere koepels.
De moskee vervult een sociale functie, ook naar de stad Eindhoven. Tegenwoordig wordt de moskee aan de buitenkant verlicht, waarbij een tulp op de minaret wordt afgebeeld, om de verbondenheid tussen Turkije (waar de tulp vandaan komt) en Nederland te illustreren.